# Герб Донецька
Герб Доне́цька — офіційний геральдичний символ міста Донецька, затверджений 5 липня 1995 року. Також зображений на прапорі Донецька.

## Герб радянського періоду
Герб Донецька був розроблений затверджений рішенням міськвиконкому 6 червня 1968 року № 12/203 у зв'язку зі сторіччям міста. Автор — скульптор Леонід Бринь.
Щит герба був срібно-чорним. У графічного виконання срібний позначався сірим, що було помилкою оскільки в геральдиці немає такого кольору. На щиті зображено золота кисть правої руки, яка тримає золотий гірський молоток, що виходить з нижньої окрайки. Спочатку фаланга великого пальця руки, що тримає молот, розташовувалася уздовж руків'я молота. Золота п'ятипроменева зірка в лівому верхньому кутку символізувала радянську владу.

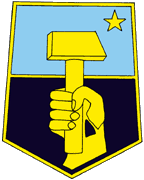
герб Донецька (версія 1968 року — фаланга великого пальця йде уздовж руків'я молота)

Якийсь час після ухвалення офіційного герба використовувався його варіант з трояндою замість молота.

## Сучасний герб
У 1990-і роки проводився конкурс на новий варіант герба. 5 липня 1995 року була затверджена нова версія герба. Герб в основному повторює версію 1968 року, але змінилась його символіка. Якщо пояснювальна частина попереднього герба говорила про те, що герб затверджує комуністичні ідеали Радянської влади, то в новій версії радянська ідеологія була замінена на нейтральні символи.
Щит герба став блакитно-чорним. Верхнє поле щита блакитного кольору символізує велич і красу архітектурної та рослинної зовнішності міста. Нижнє поле чорного кольору символізує багаті природні запаси й інтенсивну розробку кам'яного вугілля.
Великий герб являє собою герб міста, що підтримується срібними щитотримачами: справа — на фоні прапора, що розвівається, солдат у воєнній шинелі з каскою на голові з мечем вістрям донизу у правиці та лівицею, піднятою вгору; зліва — на фоні прапора, що розвівається, шахтар у робочому одязі з гірничою каскою на голові лівою рукою спирається на відбійний молоток, права рука відведена вбік. Ці фігури утворюють скульптурну групу меморіалу «Твоїм визволителям, Донбасе», яка є візиткою Донецька.
Герб обрамлюють: справа — молода гілка дуба, що символізує молодість міста і силу духу його жителів та вміння проходити через усі незгоди; зліва — гілка лавра, символ величі й тріумфу людини.
Гілки обвиті синьо-чорною стрічкою (кольори прапора міста).
Основа щита обрамлена квітами троянд, що перехрещуються золотими гілками, між якими на червоній муаровій стрічці золотими літерами напис російською — «ДОНЕЦК».

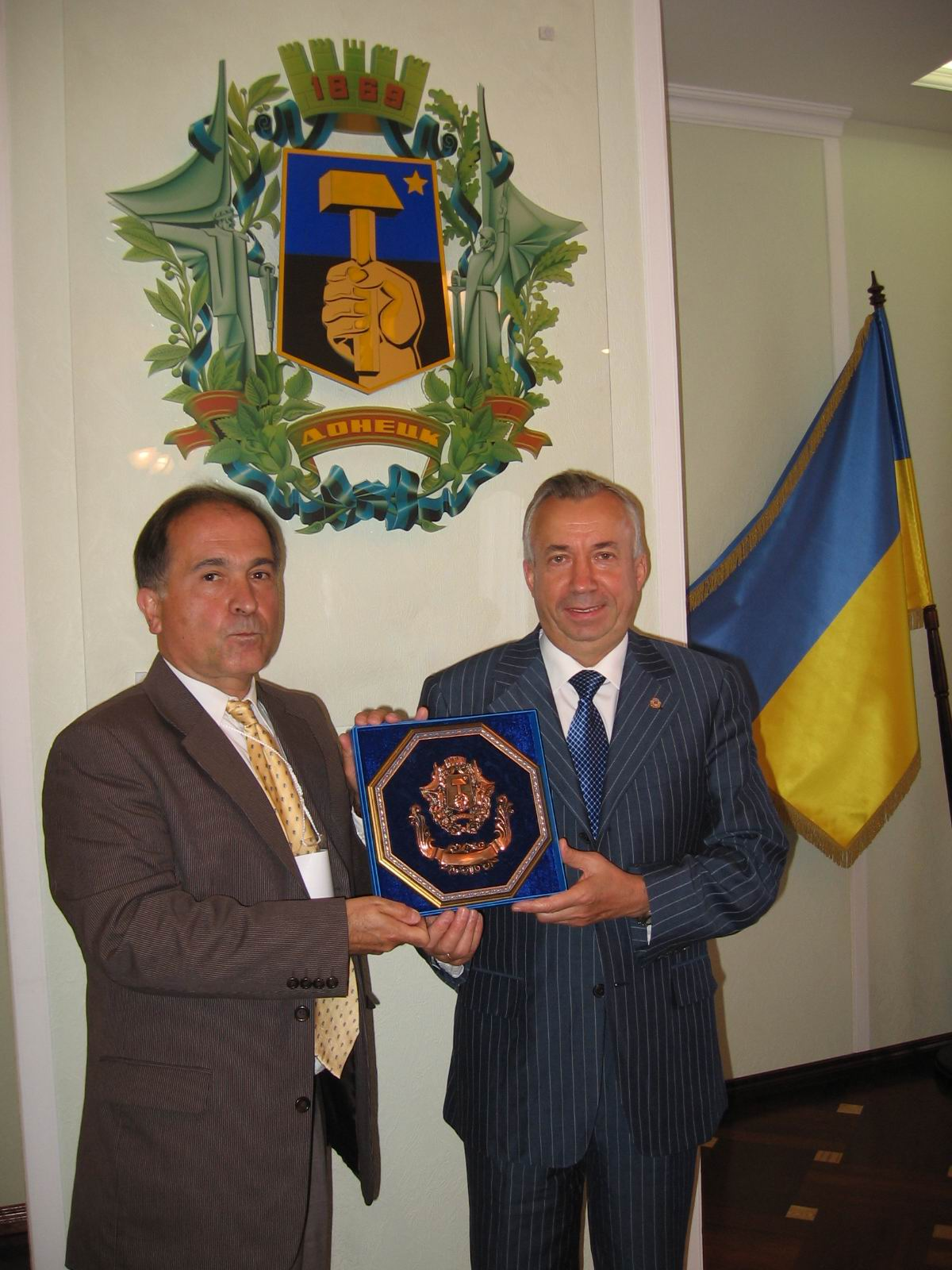
президент Світового конґресу українців (1998—2008) Аскольд Лозинський приймає символічний дарунок — герб міста Донецька від мера Олександра Лук'янченка, 2007 рік

Зображення герба увінчане золотою короною з п'ятьма вежками, які підкреслюють те, що місто є обласним центром. На короні дата «1869» — офіційна історична дата заснування міста.